# تیم آلن
تیم آلن (به انگلیسی: Tim Allen) (زاده ۱۳ ژوئن ۱۹۵۳ در دنور، کلورادو) بازیگر آمریکایی است.
وی بیشتر به خاطر حضور در فیلم خوک‌های وحشی مشهور است. او همچنین در سری فیلمهای داستان اسباب بازی ۱ و ۲ و ۳ و ۴ به عنوان دوبلر حضور داشته‌است.

## فیلم‌شناسی
فهرست برخی فیلم‌هایی که تیم آلن در آنها به ایفای نقش پرداخته‌است:
- داستان اسباب بازی۱ (صداپیشه)
- داستان اسباب بازی ۳ (صداپیشه)
- داستان اسباب بازی ۲ (صداپیشه)
- برای ثروتمند یا فقیر
- گرازهای وحشی
- کریسمس در کنار خانواده کرنک
- بابا نوئل
- بزرگ نمایی
- راه کریسمس
- دیوانه از بیرون
- کمربند قرمز
- بابا نوئل ۲
- بابا نوئل ۳
- جو یه کسی
- ۳ گیزرز!
- کلتیس توت کیست؟